# Mach crítico

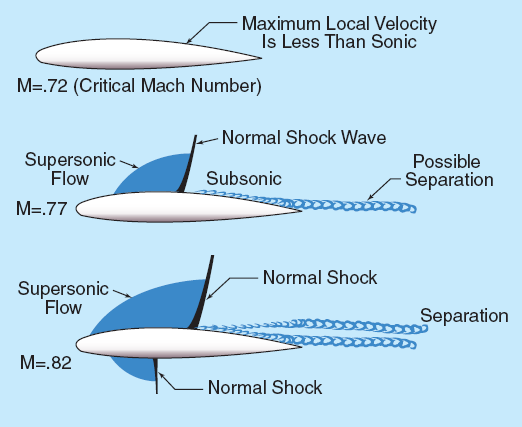
Los aviones de alta velocidad diseñados para vuelos subsónicos están limitados a un número de Mach por debajo de la velocidad del sonido para evitar la formación de ondas de choque que comienzan a desarrollarse a medida que el avión se acerca a Mach 1.0.

El Mach crítico es el número de Mach de vuelo de una aeronave para el cual la velocidad del aire local máxima alcanza la velocidad del sonido. Esto equivale a que en dicho punto (el punto de máxima velocidad local del aire) se alcanza un Mach igual a 1. Cabe destacar que la velocidad del aire se mide respecto de la aeronave, no respecto de tierra.
El número de Mach crítico de cualquier aeronave es siempre inferior a 1, ya que en el fluido que le rodea siempre hay puntos en los que la velocidad local es mayor que la velocidad de vuelo. El número de Mach crítico es el punto de partida del régimen transónico. Debido al aumento considerable de la resistencia aerodinámica que los perfiles sufren cuando vuelan en torno a la velocidad del sonido, el Mach crítico es una primera aproximación a la velocidad máxima de vuelo de cualquier aeronave que haya sido diseñada para volar por debajo de la velocidad del sonido.

## Mach crítico de diversas aeronaves
En el caso de helicópteros, aunque en su vuelo de avance se alcance un Mach de vuelo muy inferior a 1, el campo fluido alrededor del rotor se ve afectado por el giro a altas revoluciones de las palas, y en la punta de las mismas el Mach local es muy superior al de vuelo. Por este motivo el Mach crítico de los helicópteros es del orden de 0.3.
En el caso de aviones turbohélices el Mach crítico es mayor que el de los helicópteros gracias a que el diámetro de las hélices propulsoras es bastante menor que el de un rotor. El Mach crítico suele ser del orden de 0.6.
Por último, el caso de aviones a reacción, las condiciones críticas se alcanzan en la región de las alas. Las alas están formadas por perfiles aerodinámicos que aceleran la corriente sobre el extradós del perfil y la frenan en el intradós, por lo que el punto donde se alcanzan las condiciones críticas suele encontrarse sobre el extradós del ala. En este caso el número de Mach crítico es más elevado y es del orden de 0.75.
Cuando en una aeronave propulsada por hélices (aviones, helicópteros, convertiplanos), en algún punto de una hélice se da M=1, se crean una serie de turbulencias que hacen descender enormemente su rendimiento y que incluso pueden provocar la entrada en pérdida de la aeronave. Por lo tanto, el Mach crítico de una de estas aeronaves nos da una idea de la velocidad máxima que puede alcanzar sin que aparezcan las mencionadas turbulencias.